# Andy Linden
Andy Linden (n. 5 aprilie 1922 – d. 10 februarie 1987) a fost un pilot de curse auto american care a evoluat în Campionatul Mondial de Formula 1 între anii 1951 și 1957.